# 한국해양과학기술진흥원
한국해양과학기술진흥원(海洋水産科學技術進興院, Korea Institute of Marine Science & Technology Promotion)은 해양과학기술 연구개발사업에 대한 기획·관리, 선정·평가, 개발된 기술의 보급 등에 관한 업무를 수행함으로써 해양과학기술 육성 및 해양산업 발전에 기여함을 목적으로 2005년 11월 설립된 연구관리 전문기관으로, 해양수산부 소관의 재단법인이며, 위탁집행형 준정부기관이다. 서울특별시 서초구 마방로 60, 8, 9, 10층에 위치하고 있다.

## 주요기능 및 역할
- 해양과학기술 수요조사, 분석, 평가
- 해양과학기술 연구개발사업에 대한 기획, 관리, 평가
- 해양과학기술관련 계획 수립 지원
- 개발된 해양과학기술의 보급 및 실용화 촉진
- 해양과학기술 정보의 수집, 분석, 제공
- 정부관련부처에서 위임·위탁하는 사업 수행
- 기타 이사회 승인사업 및 진흥원의 설립목적에 부합하는 사업 수행

## 기관 연혁
- 2005년 11월 16일: 한국해양수산기술진흥원 법인 등기
- 2006년 5월 11일: 개원(양재동 현청사)
- 2006년 5월: 해양과학기술 연구개발사업 전문기관 지정 (해양과학기술 연구개발사업 운영규정)
- 2008년 6월: 국토해양부소관 연구개발사업 전문기관 지정 (국토해양부소관 연구개발사업 운영규정)
- 2009년 1월 29일: 기타공공기관 신규지정
- 2009년 10월 8일: 한국해양과학기술진흥원으로 기관명 변경

## 조직

### 이사회

#### 한국해양과학기술진흥원장
- 감사 (비상근)
- 감사실

##### 경영전략본부
- 기획조정실
- 경영관리실
- 지식정보실

##### 사업관리본부
- 연구제도관리실
- 기반연구관리실
- 산업연구관리실
- 수산연구관리실

##### 정책기획본부
- 미래전략실
- 성과확산실
- 기술사업화실

## 같이 보기
- 구름 플랫폼